# Leszek Chybowski
Leszek Marek Chybowski – polski inżynier i wynalazca, profesor nauk inżynieryjno-technicznych, nauczyciel akademicki Politechniki Morskiej w Szczecinie, II oficer mechanik okrętowy, w latach 2014–2019 redaktor naczelny kwartalnika Zeszyty Naukowe Akademii Morskiej w Szczecinie, w latach 2020–2022 dyrektor Szkoły Doktorskiej Akademii Morskiej w Szczecinie/Politechniki Morskiej w Szczecinie, od 2019 redaktor naczelny i kierownik Wydawnictwa Naukowego Politechniki Morskiej w Szczecinie, od 2023 prodziekan ds. nauki Wydziału Mechanicznego Politechniki Morskiej w Szczecinie, a od 2024 kierownik Katedry Siłowni Okrętowych Wydziału Mechanicznego Politechniki Morskiej w Szczecinie. Jego zainteresowania naukowe obejmują systemy energetyczne i silniki spalinowe w kontekście poprawy ich niezawodności i bezpieczności oraz podwyższania efektywności eksploatacji i minimalizacji negatywnego oddziaływania na środowisko. Interesują go również zagadnienia związane z twórczym rozwiązywaniem problemów, wynalazczością usystematyzowaną oraz zarządzaniem innowacjami. Autor i współautor ponad 300 publikacji naukowych i popularnonaukowych, w tym 10 monografii naukowych. Twórca kilkunastu wynalazków i innych rozwiązań technicznych, w tym chronionych patentami i prawem ochronnym na wzór przemysłowy.

## Wykształcenie
Absolwent jednolitych magisterskich studiów z zakresu mechaniki i budowy maszyn na Wydziale Mechanicznym Wyższej Szkoły Morskiej w Szczecinie, które ukończył w 1999 roku uzyskując tytuł zawodowy magistra inżyniera mechanika okrętowego w specjalności eksploatacja siłowni okrętowych. W 2007 roku obronił na Wydziale Mechanicznym Akademii Morskiej w Szczecinie rozprawę doktorską w dyscyplinie budowa i eksploatacja maszyn w specjalności siłownie okrętowe pt. „Zastosowanie szczególnych algorytmów analitycznych do szacowania niegotowości systemów siłowni okrętowych statków wspomagających eksplorację dna morskiego”. W 2016 roku uzyskał w Instytucie Technicznym Wojsk Lotniczych w Warszawie stopień doktora habilitowanego nauk technicznych w dyscyplinie budowa i eksploatacja maszyn na podstawie monografii „Ważność elementów w strukturze złożonych systemów technicznych”. 30 lipca 2021 postanowieniem prezydenta RP otrzymał tytuł profesora nauk inżynieryjno-technicznych w dyscyplinie inżynieria mechaniczna.
Absolwent studiów podyplomowych „Zarządzanie projektem badawczym i komercjalizacja wyników badań” na Uniwersytecie Szczecińskim (2012), programu stażowo-szkoleniowego „Top 500 Innovators” na Stanford University w USA (2013) oraz anglojęzycznych podyplomowych studiów „MBA – Innovation and Data Analysis” prowadzonych przez Uniwersytet SWPS, IPI PAN oraz Woodbury School of Business at Utah Valley University w USA (2020). Ukończył szereg profesjonalnych szkoleń, w tym profesjonalny program szkoleniowy z zakresu architektury i inżynierii systemów organizowany przez MIT w USA. Ponadto jest certyfikowanym specjalistą TRIZ 3 stopnia oraz certyfikowanym specjalistą z zakresu inżynierii niezawodności.

## Nagrody i wyróżnienia
Laureat dwudziestu indywidualnych nagród Rektora Akademii Morskiej w Szczecinie / Politechniki Morskiej w Szczecinie za działalność naukową i organizacyjną (nagrody 1, 2 i 3 stopnia) oraz nagrody Ministra Infrastruktury za znaczące osiągnięcia w działalności naukowej. Postanowieniem MEiN z dn. 28 czerwca 2021 roku został mu przyznany Medal Komisji Edukacji Narodowej. 21 października 2021 roku otrzymał nagrodę Zachodniopomorski Nobel 2020 w dziedzinie nauk morzu za „badania i wdrożenie technologii z zakresu bezpieczeństwa i niezawodności urządzeń i silników okrętowych”. W lutym 2023 roku podczas odbywających się w Bangkoku (Tajlandia) Międzynarodowych Targów Wynalazczości IPITEX 2023, opracowany pod kierunkiem dr n.med, inż. Bartłomieja Grygorcewicza z Pomorskiego Uniwersytetu Medycznego wynalazek Jego współautorstwa pn. „Biologiczna metoda przeciwdziałania biokorozji elementów metalowych związanych z biofilmem” uzyskała srebrną nagrodę (silver prize) od National Research Council of Thailand oraz nagrodę specjalną w postaci złotego medalu (gold medal) od Technical University of Cluj-Napoca w Rumunii – członka European University of Technology eut+. W 2023 roku za zasługi w działalności na rzecz rozwoju polskiej gospodarki morskiej został odznaczony Srebrnym Krzyżem Zasługi, a w 2024 roku decyzją Ministra Infrastruktury otrzymał odznakę honorową Zasłużony Pracownik Morza.

## Wybrane publikacje
- Laskowski R., Baszak M., Chybowski L., Mały angielsko-polski leksykon terminów związanych z eksploatacją zbiornikowców LNG, Wydawnictwo Naukowe Politechniki Morskiej w Szczecinie, Szczecin 2022, ISBN 978-83-64434-40-2 (wersja drukowana), ISBN 978-83-64434-41-9 (wersja cyfrowa).
- Chybowski L., Eksplozje w skrzyniach korbowych silników okrętowych – przyczyny, zapobieganie i minimalizacja skutków, Wydawnictwo Naukowe Akademii Morskiej w Szczecinie, Szczecin 2022, ISBN 978-83-64434-37-2.
- Chybowski L., Eksplozje w układach powietrza rozruchowego silników okrętowych – przyczyny, zapobieganie i minimalizacja skutków, Wydawnictwo Naukowe Akademii Morskiej w Szczecinie, Szczecin 2022, ISBN 978-83-64434-39-6.
- Chybowski L., Analiza drzewa niezdatności. Podstawy teoretyczne i zastosowania, Wydawnictwo Naukowe Akademii Morskiej w Szczecinie, Szczecin 2019, ISBN 978-83-64434-12-9.
- Montwiłł A., Chybowski L., Wiśnicki B., Mapa rozwoju rynków i technologii dla wybranych jednostek pływających i portowych systemów transportowo-logistycznych w Polsce, Polska Agencja Rozwoju Przedsiębiorczości, Warszawa 2019[22].
- Chybowski L., Ważność elementów w strukturze złożonych systemów technicznych, Wydawnictwo Naukowe Instytutu Technologii Eksploatacji, Szczecin 2014, ISBN 978-83-7789-309-8.